# Tříkrálka
Tříkrálka je zaniklá usedlost v Praze 8-Bohnicích, která stála v Zámkách na břehu Vltavy v jižní části areálu zvířecího útulku.

## Historie
Hospodářská usedlost na půdorysu písmene U byla patrová s valbovou střechou. Stála poblíž sedleckého přívozu a býval v ní mlýn. Patřila k ní vinice, jejíž révu zničil roku 1854 révokaz stejně jako na vinici nedaleké usedlosti Lísek. Pěstováni již nebylo obnoveno a půda se stala ornou.
Roku 1905 koupil mlýn s pozemky Zemský výbor. Ten jej dal roku 1910 zbořit.

### Po roce 1918
V místech usedlosti byla později zřízena chemická čistírna. Na adrese V Zámcích čp. 56 od roku 1992 sídlí městský zvířecí útulek.